# Сотниковские Выселки
Со́тниковские Вы́селки — деревня Суходольского сельсовета Краснинского района Липецкой области.
Расположены на шоссе Пятницкое — Красное. В Сотниковских Выселках находится поворот на бывший центр сельсовета село Суходол.
Образованы не позднее XX века. Деревню основали переселенцы из соседнего села Сотниково (расположено в 5 км севернее), отсюда — название. 
Упоминается в исследовании частного землевладения Лебедянского уезда Тамбовской губернии в осенние месяцы 1888 года.Владелец - купец А.П.Попов (Сборник статистических сведений по Тамбовской губернии.Том 17.Частное землевладение Лебедянского уезда. Тамбов. 1891.).  

## Население
| 2010 |
| ---- |
| 16   |